# 锡切斯
锡切斯（加泰隆尼亞語發音：[ˈsidʒəs]）是西班牙加泰罗尼亚巴塞罗那省的一个市镇，巴塞罗那西南35公里处，以錫切斯電影節和狂欢节闻名。26,000人口中，35%来自荷兰、英国、法国和北欧。这里有17个海滩。2010年6月，彼爾德伯格俱樂部在此召开年会。

## 友好城市
- 法國 巴涅尔德吕雄

## 图集

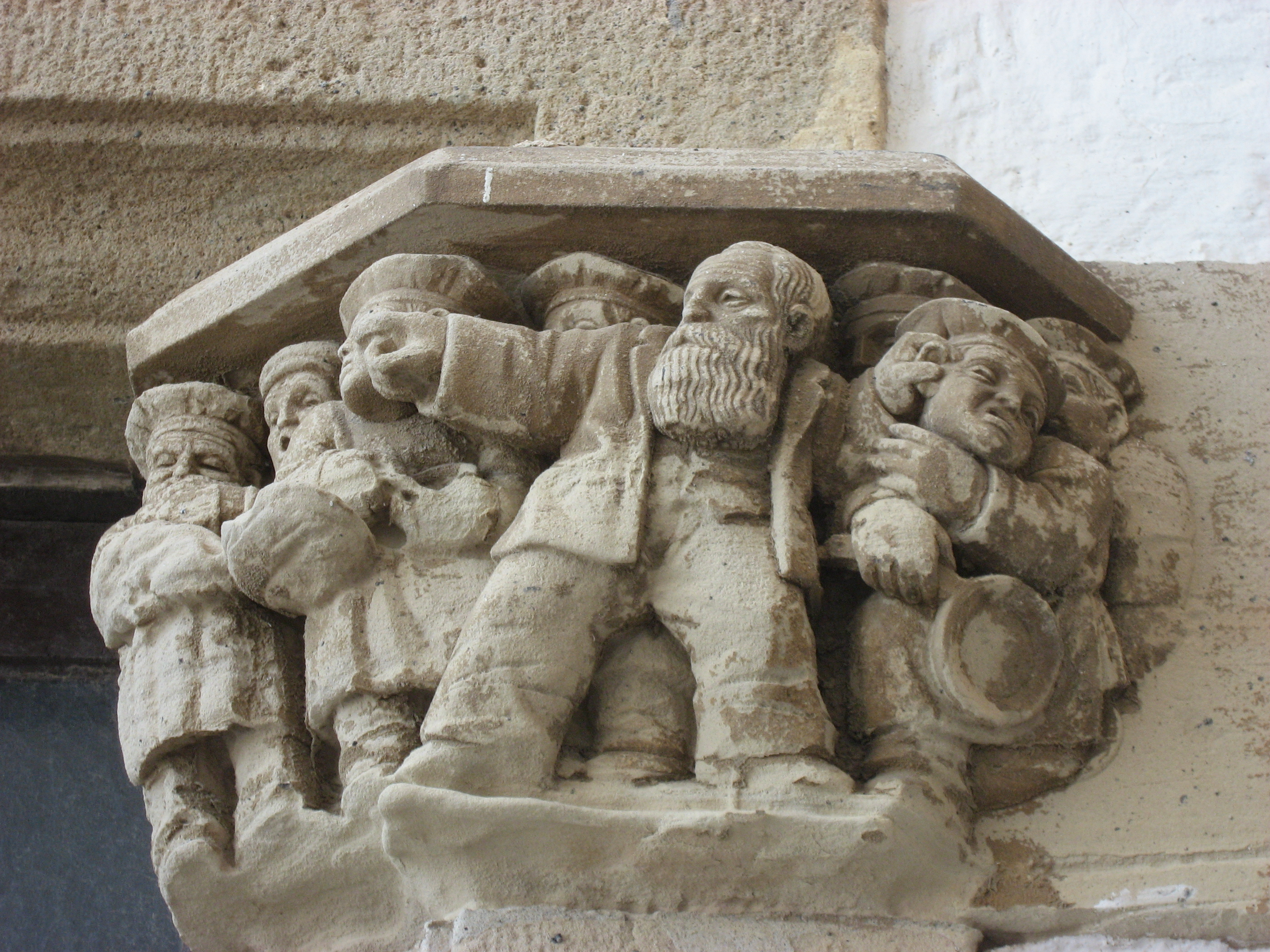
博物馆的小型雕塑
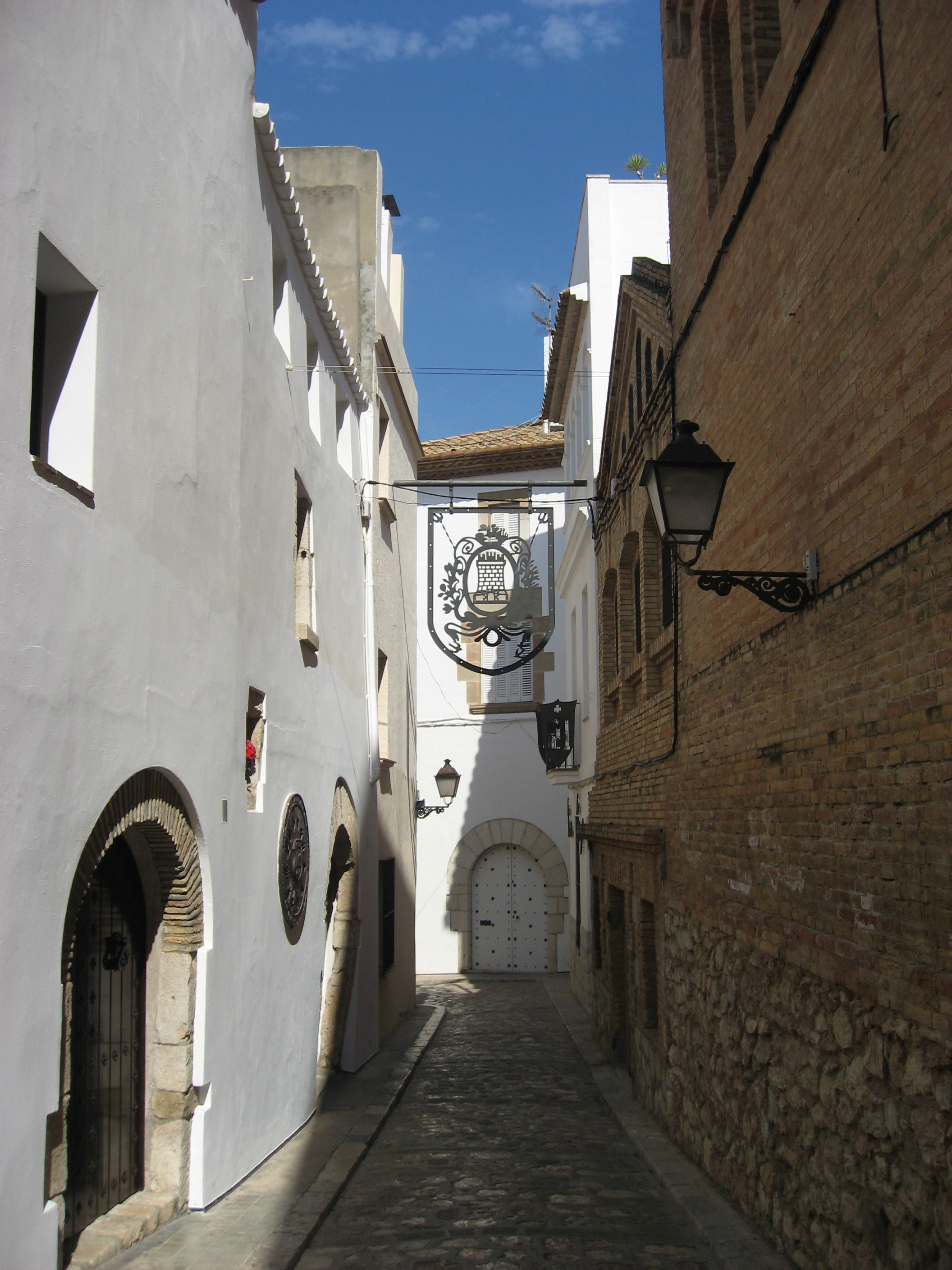
街景
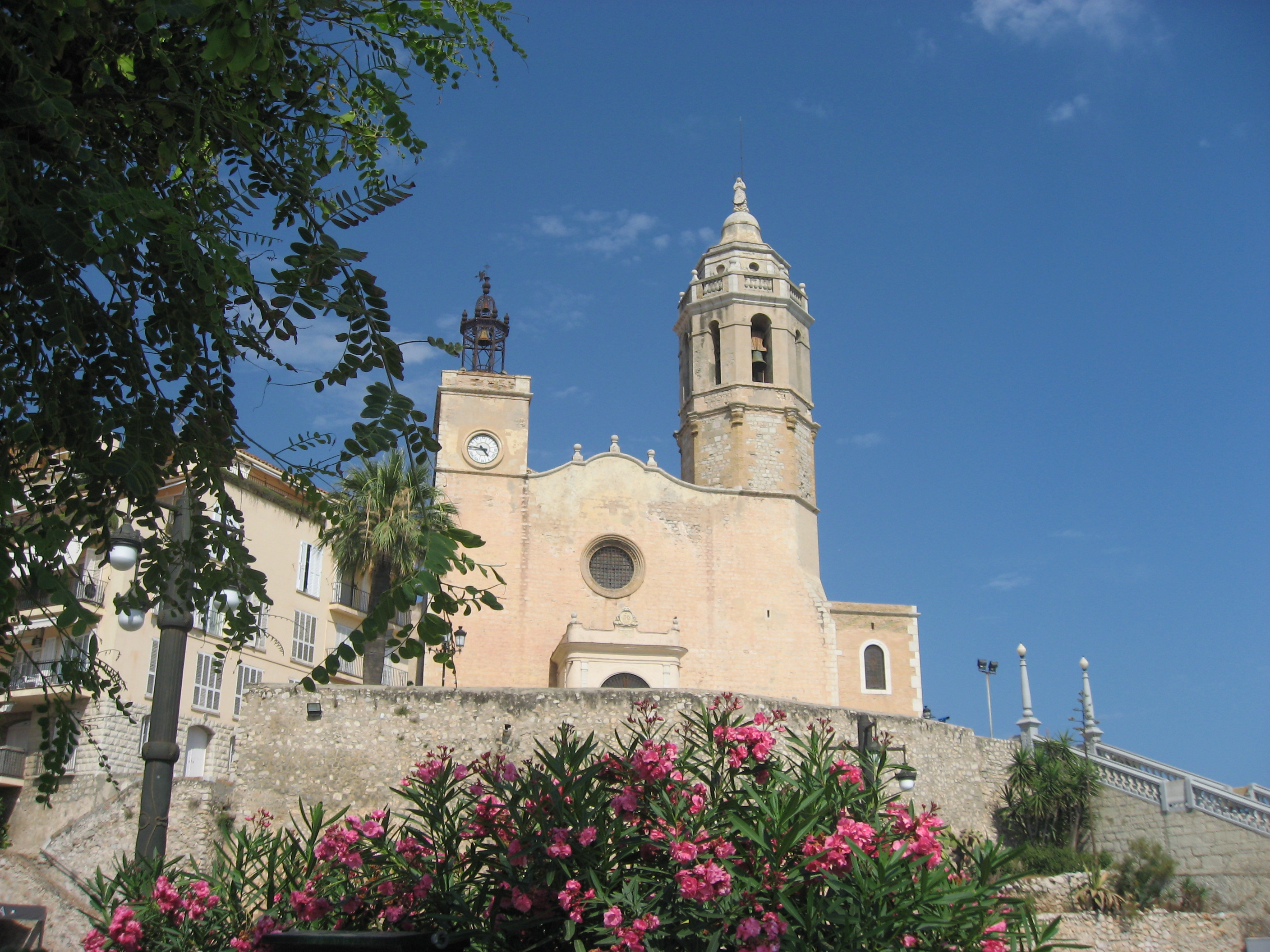
建于17世纪的教堂
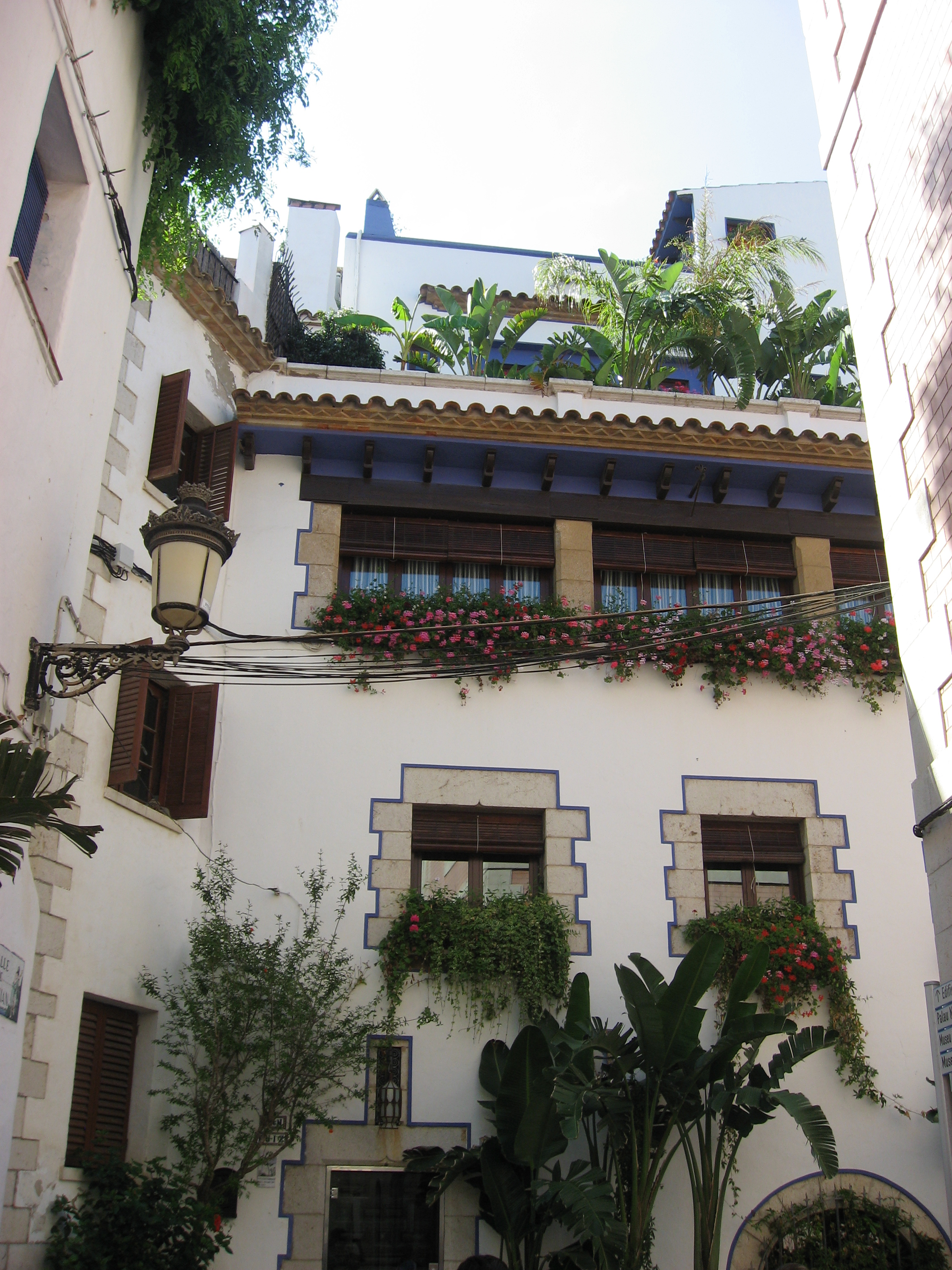
街边建筑
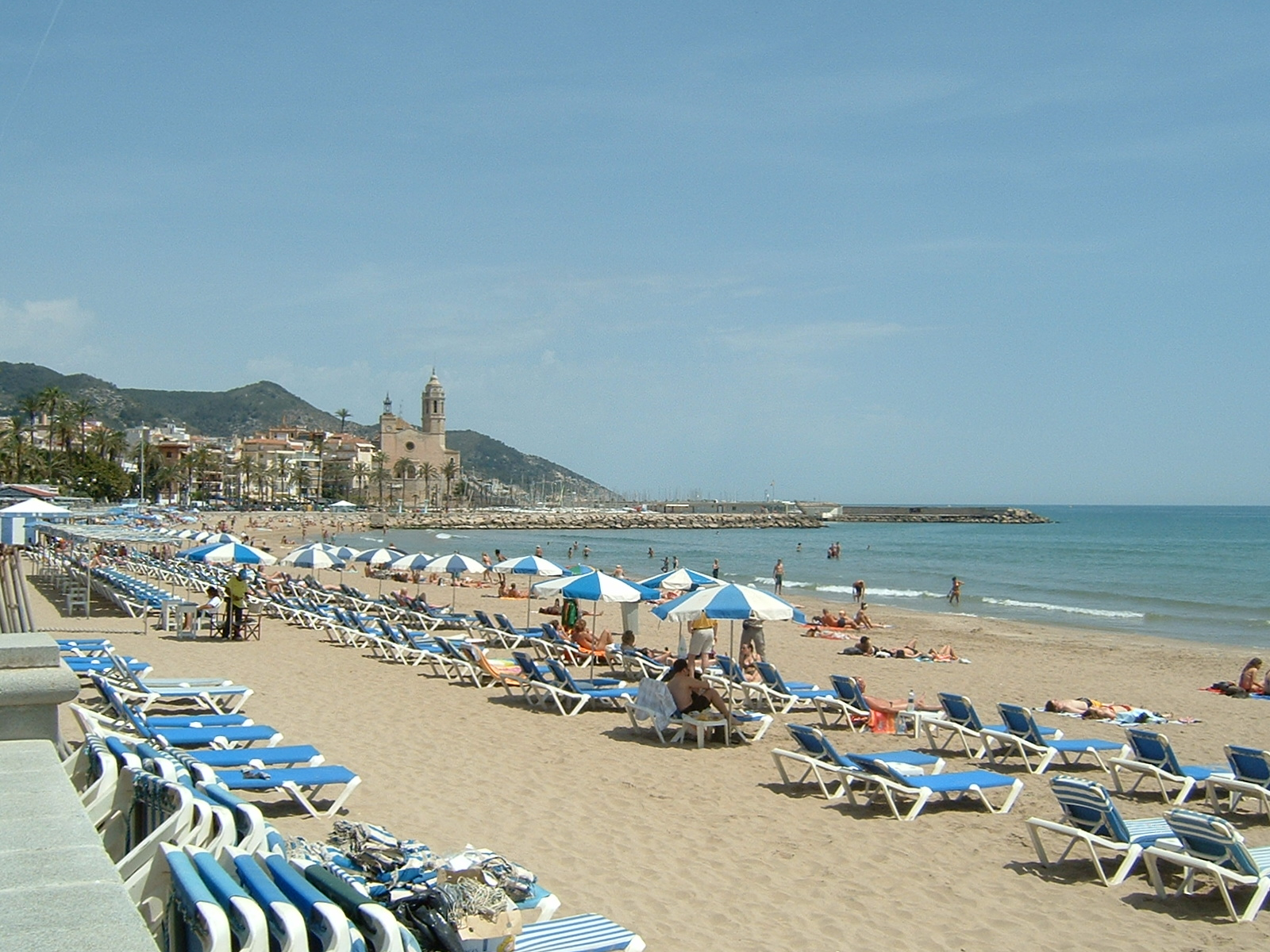
五月份时的海滩